# Калымбетов, Демеу
Демеу Калымбетов (1911 год, аул Ченгельды, Туркестанский край, Российская империя — дата и место смерти не известны) — колхозник, чабан, Герой Социалистического Труда (1949).

## Биография
Родился в 1911 году в ауле Ченгельды (сегодня — Сарыагашский район Южно-Казахстанской области Казахстана). С раннего детства работал батраком. В 1932 году вступил в колхоз «Дарбаза». С 1944 года работал заведующим овцеводческой фермой в колхозе «Сыр-Дарья» Чимкентской области. С 1947 года работал в этом же колхозе старшим чабаном.
В 1948 году вырастил в среднем по 105 ягнят от каждой сотни овцематок. За эти достижения в трудовой деятельности был удостоен в 1949 году звания Героя Социалистического Труда.

## Награды
- Герой Социалистического Труда — указом Президиума Верховного Совета СССР от 3 декабря 1949 года;
- Орден Ленина (1949).